# 12073 Larimer
12073 Larimer eller 1998 FD66 är en asteroid i huvudbältet som upptäcktes den 20 mars 1998 av LINEAR i Socorro County, New Mexico. Den är uppkallad efter Curtis James Larimer.
Asteroiden har en diameter på ungefär 3 kilometer.